# ビルギッタ・ヨンスドッティル
ビルギッタ・ヨンスドッティル（アイスランド語: Birgitta Jónsdóttir、1967年4月17日 - ）は、アイスランドの政治家。もともと詩人、パンクロックミュージシャン、政治活動家（国会議員としては現在3期目）。
海賊党の創設メンバーにして党首。母はアイスランドのフォークソング歌手ベルグソラ・アルナドッティル。
2009年、市民運動から国会議員に初当選し、2012年の選挙では、海賊党を結成し、ビルギッタの個人的な人気もあり、自らも含め三人の海賊党活動家を国会に送り込むことに成功した。
アイスランドにおけるウィキリークスは2006年に設立されているが、この当時は、ビルギッタ・ヨンスドッティルはこの活動には加わっていなかった。後に広報担当として参加した。
2011年にはアメリカの捜査当局がTwitterに対しアカウント情報などの開示を要求したと報じられた。